# George Missail
George Missail (n. 23 aprilie 1835, Trifești, județul Neamț, d. 21 octombrie 1906, București) a fost un publicist, scriitor și folclorist român.

## Biografie
Urmează școala la Iași, mai întâi la Academia Mihăileană, apoi urmează dreptul la Universitatea din Iași.
După absolvire va intra în magistratură, unde va profesa douăzeci și patru de ani.
A colaborat la o serie de ziare și reviste politice și literare: Steaua Dunării, Zimbrul și Vulturul, Ateneul român, Revista Carpaților, Revista română, Românul, Traian, Foaia Societății Românismului ș. a., unde a publicat, în genere, articole pe teme social-politice, istorice și culturale